# In Deep (album d'Argent)
Pour les articles homonymes, voir In Deep.
Albums de Argent
All Together Now
(1972) Nexus
(1974)
In Deep est le quatrième album studio du groupe britannique de rock Argent. Il est sorti en 1973 sur le label Epic Records.

## Histoire
Le single God Gave Rock and Roll to You (en) se classe no 19 des ventes au Royaume-Uni.

## Fiche technique

### Chansons
| 1. | God Gave Rock and Roll to You (en) | Russ Ballard (en)       | 6:44 |
| 2. | It's Only Money, Pt. 1             | Russ Ballard            | 4:03 |
| 3. | It's Only Money, Pt. 2             | Russ Ballard            | 5:08 |
| 4. | Losing Hold                        | Rod Argent, Chris White | 5:30 |

| 5. | Be Glad                | Rod Argent, Chris White | 8:38 |
| 6. | Christmas for the Free | Rod Argent, Chris White | 4:15 |
| 7. | Candles on the River   | Rod Argent, Chris White | 7:01 |
| 8. | Rosie                  | Russ Ballard            | 3:44 |

### Musiciens
- Rod Argent : piano, piano électrique, mellotron, chant sur Christmas for the Free, chœurs
- Russ Ballard (en) : guitare électrique, guitare acoustique, chant
- Jim Rodford : basse, chœurs
- Bob Henrit : batterie, percussions, chœurs
- Derek Griffiths : solo de guitare sur Christmas for the Free

### Équipe de production
- Rod Argent, Chris White : producteurs
- Peter Bown : ingénieur du son
- Hipgnosis : pochette, photographie

### Classements et certifications
| Pays (classement)             | Meilleure position |
| ----------------------------- | ------------------ |
| États-Unis (Billboard 200)    | 90                 |
| Royaume-Uni (UK Albums Chart) | 49                 |